# Hime
Hime is een geslacht van straalvinnige vissen uit de familie van de draadzeilvissen (Aulopidae).

## Soorten
- Hime curtirostris (Thomson, 1967)
- Hime damasi (Tanaka, 1915)
- Hime formosana (Lee & Chao, 1994)
- Hime japonica (Günther, 1877)
- Hime microps Parin & Kotlyar, 1989